# Acanthermia missionum
Acanthermia missionum är en fjärilsart som beskrevs av Berg 1883. Acanthermia missionum ingår i släktet Acanthermia och familjen nattflyn. Inga underarter finns listade i Catalogue of Life.